# Bataille de Nîmes
Invasion omeyyade en France
Batailles
La bataille de Nîmes s'est déroulée en 737 et s'est conclue par la prise par le royaume franc de la ville de Nîmes, possession du Califat omeyyade depuis douze ans (725-737).
Elle s'inscrit dans la campagne de Reconquête menée par Charles Martel en Septimanie.

## Contexte
Depuis 719, les Omeyyades, appelés « Sarrasins » ont franchi les Pyrénées, sont entrés en Septimanie, l’actuel Languedoc, qui appartient au Royaume franc et depuis Narbonne qu'ils ont pris, remontent vers Nîmes dès 720. 
Pendant quelque temps, les habitants de Nîmes défendirent le pont de la Vidourle, mais les Maures finirent par le traverser et s’établirent à Gallargues, à une vingtaine de kilomètres de Nîmes, qui finit par être conquise en 724-725 par les Sarrasins de Ambiza ibn Suhaym al-Kalbi qui remonta jusqu'à Autun et Sens.  
Les moines nîmois qui ne s'enfuirent pas comme ceux de l'abbaye Saint-Bauzile qui se réfugièrent à Cessy-les-Bois, furent chassés de leurs couvents par les Sarrasins qui changèrent les églises en mosquées, et interdirent l'exercice de la religion chrétienne dans Nîmes pendant douze années durant lesquelles les Omeyyades, installés dans la cité, cohabitèrent avec la population locale,.   
En 731, le maire des palais de Neustrie et d'Austrasie, Charles Martel fit plusieurs dégâts à Nîmes. 
Après leur défaite à la bataille de Poitiers (732), les troupes omeyyades d’Abd al-Rhamân refluent par la vallée du Rhône, ravageant Lyon au passage, pour se replier sur la côte méditerranéenne comme l'abbaye de Lérins où cinq cents moines furent assassinés. 
Aidé par le wali Yussef Ibn Abd-er-Rhaman Al-Fihriyy, le duc de Provence, Mauronte se révolta contre Charles Martel qui guerroyait contre les Saxons en Frise. En 734, Mauronte pille les villes de Nîmes et d'Avignon. Cette dernière est aussitôt occupée par les Omeyyades qui, en 735, prennent et pillent Arles (qui appartient au feu le duc Eudes) et probablement Marseille. 
De là, les Sarrasins remontèrent le Rhône pour piller Viviers, Valence, Vienne et Lyon.
Après avoir soumis l'Aquitaine en 736, Charles Martel descend en Septimanie, campe avec son armée au camp de Roussin et bat les Omeyyades à Sernhac, situé à mi-chemin entre Nîmes et Avignon.
Les troupes sarrasines sont dispersées à Montfrin puis écrasées sur le plateau de Signargues, près du Pont du Gard. Pour commémorer cette victoire, Charles y fit construire une chapelle dédiée à Saint-Jean des Vignes à Montfrin,,.    
Le duc rebelle Mauronte se replie dans le Sud de la vallée du Rhône.   
Les Francs traversent le Rhône et entrent dans le duché de Provence. C'est leur première expédition sur Arles,,. 
Charles Martel envoie son demi-frère, le duc Childebrand Ier, reprendre la cité d'Avignon, avant de le rejoindre.
En 737, l'armée franque de Charles Martel et son demi-frère Childebrand brûle Avignon, détruit la flotte Omeyyade et égorge une partie de la population environnante. 
Les Francs soumettent la vallée du Rhône jusqu’à Marseille qui est pillé. Le duc rebelle Mauronte se réfugie dans les Alpes. Childebrand est fait comte de Bourgogne et duc en Provence. 
Afin de libérer la Septimanie, Charles décida de traverser directement cette province jusqu'à sa capitale, Narbonne sans perdre de temps à assiéger les autres villes occupées par les Omeyyades. 

L'armée franque traversa le Rhône, entra en Septimanie, passa comme un éclair devant Nîmes, Maguelonne, Agde, Béziers et arriva devant Narbonne sans aucune opposition. 
Charles commence alors le siège de Narbonne mais le gouverneur d'al-Andalus Uqba ibn al-Hajjaj As-Saluliyy envoie une armée commandée par Amormacha (Umar ibn Halid) qui est tué à l'embouchure de la rivière Berre, près de l'étang de Bages, par l'armée du duc Childebrand Ier et des Lombards.
Cependant, la mort en septembre du roi des Francs, Thierry IV, oblige Charles à lever le siège et à retourner en Austrasie en octobre 737. 
Sur la route du retour, l'armée de Charles assiège les villes occupées par les Sarrasins : Béziers, Agde, Maguelonne. Elles sont systématiquement pillées et incendiées afin d'empêcher que les musulmans ne s'y fortifient de nouveau. La ville de Nîmes n'échappa pas à la règle.

## Déroulement
Charles Martel assiégea les Sarrasins dans Nîmes. Après l'avoir prise et pillée, la ville de Nîmes fut détruite sous les ordres de Charles Martel (chronique de Fredegar) :

« il brûla les portes de la ville, renversa toutes les maisons que le feu n’avait pu consumer, les temples, les basiliques, les tours, les murs, les aqueducs, les ponts, etc… furent tous renversés de fond en comble. »

La cité de Nîmes est brûlée et largement rasée, seul l'amphithéâtre romain et autres bâtiments en pierre comme la Maison Carrée résistèrent aux flammes.

## Conséquences
Même si Charles ne put prendre Narbonne, il revient en Austrasie avec un immense butin pris sur les villes pillées. 
En 738, profitant que Charles soit occupé à pacifier la révolte des Saxons, les Sarrasins reviennent à Nîmes, Avignon, Arles et Marseille.
Ses trois dernières cités, reprises par le duc Maurontius seront définitivement libérés par Charles et son demi-frère Childebrand en 739, tandis que Nîmes après 15 ans d'occupation, sera également définitivement libérée par le fils de Charles, Pépin en 752 puis Narbonne en 759, en renvoyant les Sarrasins de l'autre coté des Pyrénées.